# Liste der Einträge im National Register of Historic Places im Jim Wells County
Die Liste der Registered Historic Places im Jim Wells County führt alle Bauwerke und historischen Stätten im texanischen Jim Wells County auf, die in das National Register of Historic Places aufgenommen wurden.

## Aktuelle Einträge
| Lfd. Nr. | Name im NRHP  | Bild | Datum der Eintragung | Adresse/Lage       | Ort   | NRHP-ID  | Beschreibung |
| -------- | ------------- | ---- | -------------------- | ------------------ | ----- | -------- | ------------ |
| 1        | Hinojosa Site |      | 30. März 1978        | Address Restricted | Alice | 78002965 |              |